# Die evangelien van den spinrocke
Die evangelien van den spinrocke ('De evangeliën van de spinrokken') is een Middelnederlandse bewerking van de Oudfranse Evangiles des quenouilles, gedrukt rond 1480 in Brugge door Colard Mansion. Het gaat om een raamvertelling waarin een klerk de bijgelovige volkswijsheden optekent die vrouwen aan elkaar doorgaven tijdens het spinnen. Hoewel ironisch en vrouwonvriendelijk, biedt de tekst inzichten in de mondelinge cultuur die hij te kijk zet.

## Totstandkoming
Twee Franse handschriften uit de jaren 1470 bevatten de oudste versie van het verhaal. Ze zijn gesteld in een regionaal Frans te situeren in Vlaanderen, Artesië en Henegouwen, toen deel van de Bourgondische Nederlanden. Het meest recente is rond 1480 gebruikt voor een gedrukte uitgave door Colard Mansion. Daarvan zijn dan weer Nederlandse, Engelse en Duitse vertalingen gemaakt. Een Nederlandse tekst behoorde vermoedelijk in 1488 tot de bibliotheek van een Anderlechtse kanunnik Johannes Suweels. Pas rond 1510-1520 verscheen een gedrukte versie in Antwerpen door toedoen van Michiel Hillen van Hoogstraten, onder de titel Die euangelien Vanden spinrocke metter glosen bescreuen ter eeren vanden vrouwen. De Engelse vertaling is gemaakt door Wynkyn de Worde en werd uitgebracht door William Caxton als The gospelles of dystaues.
Een auteur of vertaler was niet vermeld. De Franse tekst zou zijn samengesteld door Fouquart de Cambray, Antoine Duval en Jehan d'Arras, gezegd Caron.

## Inhoud
Zes avonden lang komen zes oude vrouwen bijeen voor een spinning. Van maandag tot zaterdag is telkens een van hen aan het woord om bijgelovig-magische wijsheden te delen. Omdat ze zelf niet kunnen schrijven, laten ze hun kennis, waarvan ze het waarheidsgehalte gelijkstellen met dat van de evangeliën, door een klerk optekenen. Hem wordt seks met een aanwezige jongedame in het vooruitzicht gesteld. De man is soms sceptisch over wat hij hoort, maar voert zijn taak uit. Ook de glossen die andere aanwezige vrouwen aanbrengen bij de gedebiteerde wijsheden, worden door hem genoteerd. 
Het boek is gestructureerd als een raamvertelling met de klerk als ik-persoon. Elke avond komt een andere van de zes vrouwen aan het woord. Een wijsheid vormt een kort kapittel, waarop dan glossen volgen, vaak seksueel getint. Inhoudelijk houden de meeste wijsheden verband met het huwelijksleven en met de gezondheid. 
Ysengrine van Eycke is een gerimpelde maar geile bejaarde die meerdere echtgenoten en minnaars heeft versleten. De 60-jarige Transselyne de Croeck, die het aanlegt met de pastoor, is bedreven in toverkunsten. Abonde van den Ruen is dik en beoefent de zeven vrije kunsten. Sibille vanden Marasch is een zieneres uit het heksengebied Vaud. De bordeelhoudster Gombeerde Welgeraecte is gespecialiseerd in huwelijksbemiddeling en in het terugvinden van verloren voorwerpen. Berte van den Horen is de oudste van allemaal en heeft kennis van medicijnen, zeg maar kwakzalverij. Met hun kunsten denken ze de wereld en in het bijzonder de mannen te kunnen beheersen. Ook het afweren van duivel en boze geesten behoort tot hun repertoire.
De Nederlandse versie is wat braver dan de Franse en neemt niet alle seksuele toespelingen over.

## Interpretatie
De complexe verhaalstructuur bevat meerdere betekenislagen. Ogenschijnlijk is de klerk-verteller een vriend van de vrouwen, die hen wil helpen hun kennis te etaleren. In werkelijkheid zijn het oneerbare vrouwen en wordt hun kennis te kijk gezet als minderwaardige en bijgelovige onzin. Het ironiseren en parodiëren werd ongetwijfeld herkend door de intellectuelen voor wie het boek was bedoeld. De drukker Michiel Hillen van Hoogstraten verkeerde in kringen van stedelijke humanisten. De ridiculisering trof niet alleen de volkse plattelandscultuur, maar meer in het bijzonder de vrouwen. De tekst pretendeert hun zijde te kiezen in de querelle des femmes, maar doet eigenlijk het omgekeerde en bevestigt het negatieve vrouwbeeld van die tijd. Hij suggereert een geheimzinnige vrouwenmacht die van generatie op generatie wordt doorgegeven, maar neemt die niet serieus. De mannelijke schriftcultuur is superieur. 
Er worden heksachtige oude vrouwen neergezet, zonder dat de stemmingmakerij zo ver wordt gedreven dat ze aansluit bij de heksenvervolgingen die elders plaatsvonden. Het gaat er eerder om de lachlust op te wekken, maar het is goed denkbaar dat de ironie aan minder ontwikkelden kon ontsnappen. Dat kan een verklaring zijn waarom het boek in 1570 op de Index librorum prohibitorum is geplaatst: een letterlijk geloof in zwarte kunst werd immers veroordeeld door de Kerk. Een andere reden waren misschien de episodes die de clerus in een slecht daglicht plaatsten. 
Ondanks de satire en de overdrijvingen is het spinrokevangelie een getuigenis van een orale en rurale vrouwencultuur die anders weinig sporen naliet.

## Handschriften
- Chantilly, Musée Condé, Ms. 654 (ca. 1470)
- Parijs, Bibliothèque Nationale, Ms. fr. 2151 (basis voor de editie-Mansion)

## Uitgaven en vertalingen
- Les Evangiles des quenouilles, ed. Madeleine Jeay, 1985. ISBN 9782760607132 (tekstkritische editie)
- Les Evangiles des quenouilles, vertaald en voorgesteld door Jacques Lacarrière, 1987. ISBN 9782849522950 (Franse hertaling)
- Die Evangelien van den Spinrocke. Een verboden volksboek 'zo waar als evangelie', ca. 1510, ingeleid, vertaald en toegelicht door Dirk Callewaert, 1992. ISBN 9789028916135 (Nederlandse hertaling)
- The Distaff Gospels, eds. Madeleine Jeay en Kathleen Garay, 2006. ISBN 9781551115603 (Frans-Engelse editie)